# Georg Thoma
Georg Thoma (Hinterzarten, 20 augustus 1937) is een voormalig Duits noordse combinatieskiër.

## Carrière
Thoma zijn grootste succes was het winnen van olympisch goud in 1960 wat tevens een wereldtitel betekende. Vier jaar later in Innsbruck moest Thoma genoegen nemen met de bronzen medaille. Tijdens de wereldkampioenschappen van 1966 behaalde Thoma de gouden medaille. Thoma heeft meerdere malen deel genomen aan het Vierschansentoernooi. Thoma ia de oom van de schansspringer Dieter Thoma

## Belangrijkste resultaten

### Olympische Winterspelen
| Editie | Plaats       | Resultaten  |
| ------ | ------------ | ----------- |
| 1960   | Squaw Valley | individueel |
| 1964   | Innsbruck    | individueel |

### Wereldkampioenschappen noordse combinatie
| Jaar | Plaats       | Resultaten  |
| ---- | ------------ | ----------- |
| 1960 | Squaw Valley | individueel |
| 1964 | Innsbruck    | individueel |
| 1966 | Oslo         | individueel |